# Rød panda
Rød panda (Ailurus fulgens), også kaldet for lille panda eller kattebjørn, er et pattedyr i rovdyr-ordenen, der lever i det østlige Himalaya og sydvestlige Kina og primært er planteædende. Det videnskabelige artsnavn Ailurus fulgens betyder "skinnende kat". Lokalt i Nepal kaldes den røde panda wha og chitwa efter dens stemme. Den røde panda blev først opdaget i 1825 og var de næste 50 år den eneste panda man kendte til i den vestlige verden. Arten er ikke nært beslægtet med pandaen, der taksonomisk placeres i bjørnefamilien. Den røde panda er mest aktiv i skumringstiden, ved daggry og i nattetimerne. Den lever mest i træerne, men når den en sjælden gang skal ned fra et træ, foregår det med hovedet først, og halen bruges til at holde balancen. Føden består af bær, skud og fugleæg, men bambusblade er den primære føde.

## Slægtskab
Den røde panda placeres i sin egen familie Ailuridae i overfamilien Musteloidea sammen med bl.a. stinkdyrfamilien. Den røde panda er den eneste nulevende art i familien, men man har fundet fossiler af en række andre dyrearter som man også placerer i denne familie. Tidligere mente nogle at den hørte til bjørnefamilien sammen med f.eks. pandaen. Andre mente at den skulle høre til halvbjørnene sammen med f.eks. vaskebjørnen. 

## Udbredelse
Den Røde panda lever i Himalaya og i dele af Kina, mere specifikt i Nepal, Sikkim, Bhutan, nordlige Burma og det sydlig-centrale Kina i provinserne Yunnan og Sichuan.

## Levevis
Ligesom den store panda spiser den store mængder af bambus, men kosten omfatter også frugt, rødder, agern, bær, æg, græs og lav. Røde pandaer i fangenskab spiser også kød. Den røde panda er en suveræn klatrer og skaffer hovedparten af sin føde i træer. Den røde panda lever i skove og bambustykninger i 1.800-4.000 meters højde. Den røde panda kan springe op mod 1½ meter, når den springer fra gren til gren. Den synes at foretrække lidt lavere temperaturer end den store panda. Hunnerne kræver hule træer eller andre gemmesteder i deres omgivelser så de har et sted at føde deres unger. Pandahunnen flytter fra bolig til bolig når hun har født sine unger, for at minimere risikoen for, at rovdyr skal finde hende. Pandahunner finder deres føde indenfor et yngleterritorium på omkring 3,4 kvadratkilometer.
Den røde panda lever som voksen isoleret og er mest aktiv om natten. Drægtighedstiden er mellem 85 og 145 dage. Hunnen får et kuld på 1-4 unger (normalt 2) mellem midt i maj til midt i juli. Ungerne fødes med pels, men er blinde og hjælpeløse. Pandaen begynder at indtage fast føde omkring femmåneders alderen. Den fødedygtige alder nås efter 18-20 måneder. 
Den kan blive op til omkring 13 år gammel (i fangenskab).

## Udseende og størrelse
Den røde pandas længde er fra snudespids til halespids 79-112 centimeter (halen er 30-60 centimeter). Vægten er 3-6 kilogram (hanner er lidt større end hunner). Pelsen er orange-rød med sorte ben og underside og en lang stribet hale. Dens ansigt er hvidt med orange-røde "tårestriber". Hannerne har særlige kirtler ved haleroden, som de benytter til at lave duftmarkeringer for at afmærke deres territorier. En ekstra tommelfinger benyttes til at holde fast på bambusgrene. Fodsålerne er behårede for at begrænse varmetabet og for at give bedre greb på våde grene.

## Status for arten
Arten er truet, primært på grund af at leveområderne bliver mindre, men der drives også en del krybskytteri mod den røde panda på grund af dens pels. Den røde panda er et CITES II dyr og den er beskyttet i Nepal og Kina. Pandaen blev erklæret udrydningstruet i marts 1988. Bestanden på verdensplan anslås til at være så lav som 2.500 og op til mellem 16.000 og 20.000 individer. I 1999 blev  populationen i Kina anslået til mellem 3.000 og 7.000 individer. I 2001 blev den vilde bestand i Indien estimeret til mellem 5.000 og 6.000 individer. Estimater for Nepal er kun på få hundrede individer. Der er ingen oplysninger om  Bhutan og Burma.